# 雅罗斯拉夫·波拉克
雅罗斯拉夫·波拉克（1947年7月11日—2020年6月26日），斯洛伐克男子足球运动员，司职中场。他曾代表捷克斯洛伐克国家队参加1970年国际足联世界杯，结果队伍止步小组赛阶段。